# Главни Кордилери
Главните Кордилери (на испански: Cordillera Principal; Cordillera de los Andes) е най-високата и мощна планинска верига в Андите, явяваща се главен вододел на Чилийско-Аржентинските Анди. Простира се на около 900 km от север на юг между 31° и 39° ю.ш. На север между 31° и 22°30′ ю.ш. чрез поредица от планински верижни хребети (Кордилера де Олива, 6380 m, Охос дел Саладо, 6880 m, Кордилера Домейко, 6723 m и др.), в района на вулкана Ликанкабур, на чилийско-аржентинско-боливийската граница те се свързват със Западните Кордилери, а южно от 39° ю.ш. преминават в Патагонските Анди. В различни географски издания и карти като Главни Кордилери се назовават целите Западни Кордилери на Андите, а също и техния участък между 20°30′ и 23° ю.ш., до вулкана Ликанкабур в Централните Анди.

## Геоложки строеж, деление
Северните части на Главните Кордилери са високи и много върхове надвишават 6000 m. Тук се издига връх Аконкагуа (6962 m), най-високата точка на Аржентина, Южна Америка и на цялото Западно полукълбо. На юг от 35° ю.ш. надморската височина рядко надхвърля 4000 m. Планините са изградени предимно от мезозойски седиметни и вулканични скали с внедрени в тях интрузии. На юг от 33° ю.ш. по западните склонове на Главните Кордилери има много действащи вулкани: Сан Хосе (5830 m), Майпо (5323 m), Тингиририка (4300 m), Петероа (4090 m), Дескабесадо Гранде (3830 m), Антуко (2985 m), Копауе (2980 m), Лонкимай (2890 m), Ляйма (3060 m) и др. Цялата планинска верига е силно сеизмична зона.

## Климат, растителност
Във връзка с бързото увеличаване на количеството на валежите на юг (от 200 до 2500 mm годишно) снежната граница се понижава от 4900 m на 30° ю.ш. до 2300 m на 39° ю.ш., а пустинните форми на релефа се сменят с водно-ерозионни и ледникови. На север западните склонове са покрити с ксерофитни храсти, в централните райони – с твърдолистни гори, а на юг – с влажни вечнозелени гори (хемихилеи), преминаващи и по източните склонове, които до 36° ю.ш. са много сухи.